# Scotland's Secret Bunker
Le Scotland's Secret Bunker est un abri antiatomique en Écosse, transformé en musée de la Guerre froide.

## Histoire

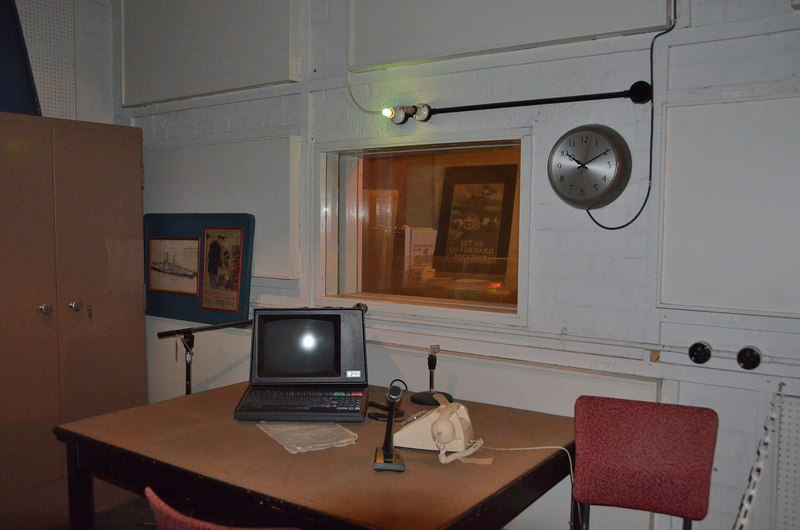
Studio de diffusion

Cet abri souterrain est construit en 1952 pour servir de station radar de la Royal Air Force dans le cadre du système ROTOR. Il s'appelait officiellement RAF Troywood. Dans les années 1960, il est transféré au Corps de défense civile. L'installation disposait d'un cinéma, de capacités de diffusion et d'un standard téléphonique. En 1993, elle est mise hors service et devient un musée de la guerre froide.
En 2004, un homme est entré par effraction dans l'établissement à l'aide d'une pelle mécanique. Il s'est enfermé à l'intérieur de l'abri, ce qui a entraîné une confrontation entre lui et des policiers armés. Cet incident s'est terminé après trois jours, l'homme est ensuite interné en soins psychiatriques,.